# 會稽郡
會稽郡，中國古郡名。秦始置，郡治在吳縣（今江蘇蘇州城區），轄春秋時長江以南的吳國、越國故地。漢初曾為韓信楚國、劉賈荊國、劉濞吳國領地。七國之亂後復置會稽郡。西漢末年，會稽郡轄境大致相當於今江蘇南部、上海西部、浙江大部以及福建地區，是當時轄境最為廣闊的一郡。隸屬于揚州刺史部。東漢中期，分會稽郡浙江以北諸縣置吳郡。會稽郡治所移至山陰縣（在今浙江紹興城區），領十五縣。三國吳時分會稽郡置臨海郡（今浙江東南部）、建安郡（今福建）、東陽郡（今浙江衢州、金華一帶）。西晉至南朝末年，會稽郡僅轄今紹興、寧波一帶。隋文帝滅陳，廢會稽郡，置吳州。隋煬帝改吳州為越州，後又改為會稽郡。唐初置越州，玄宗改越州為會稽郡，肅宗時復為越州。

## 郡名起源
會稽郡因會稽山得名。相傳夏禹時即有會稽山之名，會稽即會計之意。《史記》記載了漢時流行的說法：“或言禹會諸侯江南，計功而崩，因葬焉，命曰會稽。會稽者，會計也”。《越絕書》外傳記地傳：“禹始也，憂民救水，到大越，上茅山，大會計，爵有德，封有功，更名茅山曰會稽。”會稽人王充《論衡》書虛篇中引吳君高之語：“會稽本山名。夏禹巡狩，會計於此山，因以名郡，故曰會稽。”
史記載夏帝少康之庶子無餘封于會稽（在今紹興市一帶），為越國之始祖。戰國後期，楚國滅越國，殺越王無彊，佔據江東。越國王族分散于會稽一帶，自立為君長，臣服于楚國。

## 建置沿革

### 秦代
秦王政二十四年（前223年），秦滅楚。二十五年（前222年），秦將王翦“定荊江南地，降越君，置會稽郡”。此為會稽郡首見於史籍。會稽郡初置時，領有吳、越兩國之地，大致相當於今江蘇長江以南、安徽東南、上海西部以及浙江北部。秦始皇二十六年（前221年），分天下為三十六郡，分會稽郡西部置故鄣郡，其轄境略同于漢代之丹陽郡，大致相當於今南京市、浙江西北一隅及安徽東南之地。

### 西漢
漢初會稽郡又稱吳郡。漢五年（前202年）正月，劉邦徙齊王韓信為楚王，以秦之東海郡、會稽郡、泗水郡、薛郡、陳郡置楚國，都下邳，次年廢韓信為淮陰侯。漢高帝六年（前201年）正月，立劉賈為荊王，置荊國，領“故東陽郡、鄣郡、吳郡（會稽）五十三縣”，相當於今江蘇省淮河以南、上海市以及浙江省北部。高帝十一年（前196年），荊王賈為淮南王英布兵所殺。次年，立劉濞為吳王，置吳國，領劉賈荊國故地。景帝三年（前154年），平七國之亂，吳王濞兵敗身死，吳國除。景帝徙汝南王劉非為江都王，分吳國之東陽郡、鄣郡置江都國。會稽郡則屬漢。
漢初，“會稽東接于海，南近諸越，北枕大江，間者濶焉”，領二十餘縣。其南有閩越，即秦代閩中郡。高帝五年封無諸為閩越王，其領地在今福建一帶。惠帝三年（前192年）封閩君搖為東海王，建都東甌，故又稱東甌王，統轄今浙江南部地區。武帝建元三年（前138年），吳王濞之子劉駒煽動閩越北擊東甌，武帝遣中大夫嚴助發會稽郡兵渡海往救。漢兵未至，閩越已退兵。東甌王請求擧國內遷，武帝將其人口安置於長江、淮河之閒。建元六年（前135年），閩越王郢反，漢發兵滅閩越，立無諸之孫繇君丑為粵繇王，又立郢之弟餘善為東越王。元鼎六年（前111年），東越王餘善反。元封元年（前110年）漢兵平定東越，遷其部眾于江淮閒。其後逃遁山谷的閩越遺民復出，故於閩越故都東冶之地置冶縣（在今福州市）。又有東甌遺民出，昭帝始元二年（前85年）乃於東甌故地置回浦縣。

#### 領縣
成帝元延、綏和之際（約前8年），會稽郡領二十六縣，其轄境大致相當於今江蘇省長江以南的蘇州、無錫、常州、鎮江四市，上海市西部，浙江省除安吉縣、臨安市西部、淳安縣的其餘地區，以及福建省中部沿海一帶。譚其驤主編的《中國歷史地圖集》將今福建省全境畫入會稽郡。但福建西南部，即會稽、南海、豫章三郡之間一帶，原為高帝十二年所封南海王織所領，未聞有所建置。福建北部地區亦無法證實為會稽郡所轄。
| 縣名   | 守尉治所   | 縣治所在地                       | 王莽改名 | 備註                                                       |
| 吳縣   | 郡治       | 江蘇省蘇州市市區内               | 泰德     | 順帝時入吳郡。                                             |
| 曲阿縣 |            | 江蘇省丹陽市一帶                 | 風美     | 舊為雲陽縣，順帝時入吳郡。                                 |
| 烏傷縣 |            | 浙江省金華市境内                 | 烏孝     |                                                            |
| 毗陵縣 |            | 江蘇省常州市境内                 | 毗壇     | 舊為延陵縣，順帝時入吳郡。                                 |
| 餘暨縣 |            | 浙江省杭州市蕭山區境内           | 餘衍     |                                                            |
| 陽羡縣 |            | 江蘇省宜興市境内                 |          | 順帝時入吳郡。                                             |
| 諸暨縣 |            | 浙江省諸暨市境内                 | 疏虜     |                                                            |
| 無錫縣 |            | 江蘇省無錫市境內                 | 有錫     | 順帝時入吳郡。                                             |
| 山陰縣 |            | 浙江省紹興市越城區境内           |          | 故越王句踐之都城，在會稽山之北，故名山陰。東漢移郡治于此。 |
| 丹徒縣 |            | 江蘇省鎮江市京口區丹徒鎮         |          | 順帝時入吳郡。                                             |
| 餘姚縣 |            | 浙江省餘姚市境内                 |          |                                                            |
| 婁縣   |            | 江蘇省昆山市一帶                 | 婁治     | 順帝時入吳郡。                                             |
| 上虞縣 |            | 浙江省绍兴市上虞区境内           | 會稽     |                                                            |
| 海鹽縣 |            | 浙江省平湖市一帶                 | 展武     | 舊為武原鄉，有鹽官。順帝時入吳郡。                         |
| 剡縣   |            | 浙江省嵊州市、新昌縣境内         | 盡忠     |                                                            |
| 由拳縣 |            | 浙江省嘉興市境内                 |          | 順帝時入吳郡。                                             |
| 大末縣 |            | 浙江省衢州市境内                 | 末治     |                                                            |
| 烏程縣 |            | 浙江省湖州市境内                 |          | 順帝時入吳郡。                                             |
| 句章縣 |            | 浙江省寧波市江北区慈城鎮王家壩村 |          |                                                            |
| 餘杭縣 |            | 浙江省杭州市余杭區内             | 進睦     | 順帝時入吳郡。                                             |
| 鄞縣   |            | 浙江省寧波市鄞州区境内           | 謹       |                                                            |
| 錢唐縣 | 西部都尉治 | 浙江省杭州市市區内               | 泉亭     | 有武林山、武林水。順帝時入吳郡。                           |
| 鄮縣   |            | 浙江省寧波市境内                 | 海治     |                                                            |
| 富春縣 |            | 浙江省杭州市富陽区境内           | 誅歲     | 順帝時入吳郡。                                             |
| 冶縣   |            | 福建省福州市市區内               |          | 閩越故地。                                                 |
| 回浦縣 | 東部都尉治 | 浙江省台州市境内                 |          | 東甌故地。                                                 |

古越語稱“鹽”為“餘”。會稽郡有餘暨、餘杭、餘姚，大概都與鹽業有關。

### 東漢
漢光武帝建武中改冶縣為東冶，又析置候官。章帝章和元年，析鄞縣回浦鄉為章安縣，即西漢之回浦縣。順帝永建中，陽羡人周嘉等人因會稽郡轄境廣大，屬縣偏遠，上書求分郡而治。永建四年（129年），析會稽北部十三縣置吳郡。會稽郡治吳縣屬吳郡，故移治于山陰縣。永和三年（138年），釐章安縣東甌鄉置永寧縣。此時會稽郡領十五縣：山陰、鄮、烏傷、諸暨、餘暨、太末、上虞、剡、餘姚、句章、鄞、章安、東冶、永寧、候官。
獻帝時，劉繇及孫策一族先後割據江東，于會稽郡內析置十餘縣。初平三年（192年），分太末縣置新安縣，分烏傷縣南鄉置長山縣。興平二年（195年），分諸暨縣置吳寧縣。建安元年（196年），孫策分章安縣南鄉置松陽縣，又分候官置建安、漢興、南平三縣。建安四年，分太末縣置豐安縣。建安十年（205年），分建安縣、上饒縣地置建平縣。建安二十三年（218年），析太末縣置遂昌縣，析新安縣置定陽縣。至建安末年，會稽郡至少領有二十六縣。

### 六朝
三國吳時析置始寧縣、永康縣。太平二年（257年），釐東部臨海之地置臨海郡；治章安縣。永安三年（260年），釐會稽郡南部置建安郡，治建安縣。孫皓寳鼎元年（266年），又釐諸暨、剡縣以南置東陽郡，治長山縣。改會稽之餘暨縣為永興縣。
晉武帝泰始六年（270年），封孫吳降將孫秀為會稽公。太康元年（280年），滅吳，改會稽郡為會稽國。西晉時，會稽國僅轄十縣：山陰、上虞、餘姚、句章、鄞、鄮、始寧、剡、永興、諸暨。轄境大致相當於今紹興市、寧波市除寧海、象山的其餘地區及杭州市蕭山區一帶。晉元帝建武元年（317年），封司馬裒為琅邪王，改食會稽、宣城邑五萬二千戶，會稽郡成為琅邪國的支郡，太守改稱內史。晉安帝義熙十三年（417年），會稽悼王司馬脩之薨，無子，國除，內史改稱太守。
劉宋、南齊兩代無所改置，會稽郡仍領十縣。梁、陳于會稽郡置東揚州。

### 隋唐
隋開皇九年（589年），滅陳，改東揚州為吳州。省併山陰、上虞、始寧、永興四縣置會稽縣，省併餘姚縣、鄞縣、鄮縣入句章縣。大業初改為越州。大業三年（607年）改越州為會稽郡，領四縣：會稽、句章、剡、諸暨。
唐武德四年（621年）復置越州，領會稽、諸暨、山陰三縣。武德七年，以姚州之餘姚縣來屬。次年（625年），廢鄞州為鄮縣，廢嵊州為剡縣，併入越州，又省山陰縣。儀鳳二年（677年），分會稽、諸暨二縣復置永興縣，天寶元年改為蕭山縣。垂拱二年（686年），分會稽縣復置山陰縣，與會稽縣同城而治。天寶元年（742年），改越州爲會稽郡，領七縣：會稽、山陰、諸暨、餘姚、剡、蕭山、上虞。乾元元年（758年）復為越州。

## 人口
秦漢時，會稽郡是人口密度較低的地區。秦始皇曾徙天下罪人于山陰。七國之亂中，吳王劉濞徵發吳國14歲以上、62歲以下的男子從軍，得二十餘萬。景帝令諸將“擊反虜者，深入多殺為功。斬首捕虜比三百石以上皆殺，無有所置”。漢軍擊敗七國叛軍時，已經“斬首十餘萬級” ，其中多半是吳軍。故此時會稽郡人口應有不小的損失。
據今人葛劍雄推算，包括會稽郡在內的原劉濞吳國地區，自景帝三年至平帝元始二年的156年間，人口增長了0.88倍，年平均增長率約為4‰，在全國處於較低水平。漢平帝元始二年（公元2年），會稽郡26縣共有223038戶，1032604人，佔全國總人口的1.79%。平均每縣39716人，每戶4.63人。除回浦縣、冶縣之外24縣，人口密度約為每平方千米14.28人。
新莽、東漢之際，不少中原移民避亂遷入會稽。順帝永和五年分置吳郡前，會稽郡大約有287254戶，1181978人。人口較西漢末年增加了近十五萬人。順帝永和五年（140年），吳郡13縣析出，會稽郡戶口減少了一半以上，有123090戶，481196人。平均每縣32080人，每戶3.91人。經過漢末三國戰亂，又因臨海、建安、東陽三郡分出，西晉太康初年，會稽郡戶數僅有三萬。五胡亂華時，中原人口大量遷入吳越之地，會稽人口有所增加，但在晉末孫恩之亂中又有所損失。劉宋大明八年（464年），全郡有52228戶，348014人，平均每縣34801人，每戶6.66人。隋大業三年（607年），戶數為20271。唐天寶元年（742年），有90279戶，529589人。

## 地志
| 書名         | 成書年代   | 作者      | 備註                                             |
| 越絕書       | 戰國至東漢 | 袁康 吳平 | 原書十六卷，今本十五卷。                         |
| 吳越春秋     | 東漢       | 趙曄      | 原書十二卷，今本十卷。                           |
| 會稽土地記   | 吳         | 朱育      | 隋書經籍志一卷。舊、新唐書經籍志作會稽記，四卷。 |
| 會稽先賢傳   | 吳         | 謝承      | 隋志七卷。兩唐志五卷。                           |
| 會稽典錄     | 晉         | 虞預      | 原書二十四卷。                                   |
| 會稽記       | 晉         | 賀循      | 隋志一卷。兩唐志不載。                           |
| 會稽後賢傳記 | 晉         | 鍾離岫    | 隋志二卷。兩唐志並作會稽後賢傳三卷。             |
| 會稽先賢像讚 | 不詳       | 賀氏      | 隋志五卷。兩唐志四卷，新唐志題作會稽先賢像傳讚。 |
| 會稽記       | 宋         | 孔靈符    | 不見著錄。                                       |
| 會稽郡十城志 | 宋         | 佚名      | 不見著錄。                                       |
| 會稽地志     | 梁、陳時   | 夏侯曾先  | 不見著錄。                                       |

## 行政長官

### 會稽守（前222年—前148年）
- 殷通，秦二世元年（前209年〕時「假」會稽守（代理郡守職務）。[52]

### 會稽太守（前148年—9年）
- 莊助，後世避漢明帝諱改為嚴助，會稽吳人。武帝建元、元光之際任會稽太守，在職三年。[11]
- 朱買臣，會稽吳人。元朔六年（前123年）任會稽太守。[11]
- 魯伯，琅邪人。約宣帝、元帝時在任。[53]
- 劉交，字遊君，沛人。成帝永始中在任。[54]

### 會稽太守（25年—258年）
- 黃讜，汝南人。光武帝建武初年在任。[55]
- 竇翔，建武初年在任。[56]
- 第五倫，字伯魯，京兆長陵人。建武二十九年（53年）在任。明帝永平中免職。[57]
- 尹興，永平中去職。[58]
- 李就，東漢初年在任。[59]
- 黃兢，約章帝時在任。[60]
- 慶鴻，河南洛陽人，約在章帝、和帝之際在任。[61]
- 張霸，字伯饒，蜀郡成都人。和帝永元中在任。[62]
- 馬棱，字伯威，扶風茂陵人，馬援族孫。永元中在任。[63]
- 趙牧，字仲師，長安人。和帝、安帝之際在任。[64]
- 尹□，其名失載。潁川鄢陵人。和帝、安帝之際在任。[65]
- 徐丹，安帝時在任。[60]
- 杜宣，河內汲人。順帝時在任。[66]
- 陳重，字景公，豫章宜春人。順帝時在任。[58]
- 成公浮，順帝、桓帝之際在任。[58]
- 馬臻，字叔薦，順帝時在任，修築鑒湖。[67]
- 苦灼，不知何時在任。[68]
- 劉寵，字祖榮，東萊牟平人。約在桓帝時為會稽太守。與漢末豫章太守劉寵同名。[69]
- 傅世起，魯人。桓帝初在任。[70]
- 梁旻，梁冀從弟。約桓帝時在任。[71]
- 唐鳳，潁川人。桓帝、靈帝之際在任。[72]
- 韋毅，靈帝初在任。[73]
- 尹端，熹平二年去職。[73]
- 徐珪，熹平中在任。[73]
- 唐瑁，潁川人。約在靈帝、獻帝之際任會稽太守。[74]
- 郭異，字元平，南陽順陽人。中平中為會稽太守。[75]
- 王朗，東海郯人。獻帝初平中在任。初平四年（190年）為孫策所逐。[76]
- 孫策，獻帝興平中自任會稽太守。建安五年卒。[77]
- 孫權，建安五年繼孫策自任會稽太守。[78]
- 淳于式，漢末建安中孫權所置會稽太守。[79]
- 左恢，吳郡曲阿人。不知何時在任。[80]
- 濮陽興，陳留人，吳孫權時會稽太守。
- 車浚，南平人，孫吳時在任。[81]

### 會稽太守（260年—280年）
- 郭誕，吳孫皓時會稽太守，鳳凰三年（274年）免官。[40]
- 戴昌，廣陵人，孫吳後期在任。[82]

### 會稽相（280年—310年代）
- [[朱則，晉武帝太康中在任。[83]
- 丁乂，晉武帝太康中在任。[84]
- 張景，晉惠帝太安二年（303年）被李辰別帥石冰驅逐。[84]
- 程超，晉惠帝太安二年（303年）由石冰任命。[84]
- 賀循，字彥先，會稽山陰人，晉懷帝永嘉元年（307年）領。[84]

### 會稽太守（310年代—317年）
- 庾琛，字子美，潁川鄢陵人，晉懷帝、愍帝之際在任。[85]
- 諸葛恢，字道明，琅邪陽都人，晉愍帝建兴二年（314年）出任，晉元帝建武元年（317年）改為內史。[86]

### 會稽內史（317年—402年）
- 諸葛恢，字道明，琅邪陽都人，晉元帝建武元年（317年）由太守改稱，同年離任。[86]
- 紀瞻，字思遠，丹楊秣陵人，晉元帝建武元年（317年）在任。[84]
- 熊遠，字孝文，豫章南昌人，晉明帝太宁二年（324年）離任。[87]
- 周札，字宣季，義興陽羨人，晉明帝太宁二年（324年）出任，同年被殺。[88]
- 鄧攸，字伯道，平陽襄陵人，晉明帝太宁二年（324年）在任。[89]
- 虞潭，字思奧，會稽餘姚人，晉明帝太宁二年（324年）出任。[90]
- 諸葛恢，字道明，琅邪陽都人，晉明帝時在任。[86]
- 王舒，字處明，琅邪臨沂人，晉成帝咸和三年（328年）在任。[91]
- 何充，字次道，廬江灊人，晉成帝時在任。[86]
- 庾冰，字季堅，潁川鄢陵人，晉成帝時在任。[91]
- 孔愉，字敬康，會稽山陰人，晉成帝咸康五年（339年）出任，八年（342年）卒官。[92]
- 刘惔，字真长，沛国相县人，咸康八年（342年）至建元二年（344年）時在任。
- 王恬，字敬豫，琅邪臨沂人，晉穆帝時在任。[93]
- 王允之，字淵猷，琅邪臨沂人，東晉時除，未到，卒。[90]
- 王述，字懷祖，太原晉陽人，晉穆帝永和十年（354年）二月離任。[94]
- 王羲之，字逸少，琅邪臨沂人，晉穆帝時在任。[95]
- 江虨，字思玄，陳留圉人，晉穆帝升平元年（357年）離任。[96]
- 郗愔，字方回，高平金鄉人，晉哀帝時在任。[97]
- 王彪之，字叔武，琅邪臨沂人，晉哀帝興寧三年（365年）十二月離任。[94]
- 庾羲，潁川鄢陵人，晉廢帝時在任。[98]
- 郗愔，字方回，高平金鄉人，晉廢帝太和二年（367年）九月離任。[94]
- 司馬道子，字道子，河內溫人，琅邪王，晉簡文帝咸安二年（372年）七月出領。[99]
- 王蘊，字叔仁，太原晉陽人，晉孝武帝時在任。[85]
- 王薈，字敬文，琅邪臨沂人，晉孝武帝時在任。[93]
- 謝玄，字幼度，陳郡陽夏人，晉孝武帝太元十三年（388年）卒官。[100]
- 謝琰，字瑗度，陳郡陽夏人，晉孝武帝太元十三年（388年）出任。[100]
- 孔安國，字安國，會稽山陰人，晉安帝隆安初在任。[92]
- 謝輶，晉安帝隆安初伏誅。[101]
- 王凝之，字叔平，琅邪臨沂人，晉安帝隆安三年（399年）十一月甲寅為孫恩所殺。[102]
- 謝琰，字瑗度，陳郡陽夏人，晉安帝隆安四年（400年）五月丙寅為帳下都督張猛所殺。[102]
- 王愉，太原晉陽人，晉安帝時在任。[103]
- 虞嘯父，會稽餘姚人，晉安帝時在任。[104]

### 會稽太守（402年—405年）
- 劉牢之，字道堅，彭城人，晉安帝元興元年（402年）由桓玄任命，自縊而死。[98][105]

### 會稽內史（405年—417年）
- 孔靖，字季恭，會稽山陰人，晉安帝義熙元年（405年）在任。[104]
- 何無忌，東海郯人，晉安帝義熙元年（405年）到二年（406年）在任。[106]
- 司馬休之，字季預，河內溫人，晉安帝義熙七年（411年）被免官。[107]
- 孔靖，字季恭，會稽山陰人，晉安帝義熙八年（412年）到十年（414年）在任。[104]
- 劉懷敬，彭城人，晉安帝義熙中在任，十三年（417年）改為太守。[108]

### 會稽太守（417年—586年）
- 劉懷敬，彭城人，晉安帝義熙十三年（417年）由內史改稱。[105]
- 褚淡之，字仲源，河南陽翟人，宋武帝永初三年（422年）出任，宋文帝元嘉二年（425年）卒官。[109]
- 謝方明，陳郡陽夏人，宋文帝元嘉二年（425年）出任，三年（426年）卒官。[110]
- 張裕，字茂度，吳郡吳人，宋文帝元嘉十八年（441年）出任，十九年（442年）卒官。[110]
- 孟顗，字彦重，平昌安丘人，宋文帝時在任。[111]
- 劉思考，彭城人，宋文帝時在任。[112]
- 羊玄保，太山南城人，宋文帝元嘉後期在任。[104]
- 孔山士，會稽山陰人，宋文帝元嘉二十七年（450年）卒官。[104]
- 劉褘，字休秀，東海王，彭城人，宋文帝元嘉二十七年（450年）到二十九年（452年）在任。[113]
- 劉誕，字休文，隋郡王，彭城人，宋文帝元嘉二十九年（452年）到三十年（453年）在任。[113]
- 顧琛，字弘瑋，吳郡吳人，劉劭太初元年（453年）在任。[114]
- 劉褘，字休秀，東海王，彭城人，宋孝武帝元嘉三十年（453年）到孝建元年（454年）在任。[113]
- 劉昶，字休道，義陽王，彭城人，宋孝武帝孝建元年（454年）七月離任。[115][116]
- 張暢，字少微，吳郡吳人，宋孝武帝孝建二年（455年）出任，大明元年（457年）卒官。[117]
- 孔靈符，會稽山陰人，宋孝武帝時在任。[104]
- 王鴻，琅邪臨沂人，宋時在任。[118]
- 王翼之，字季弼，琅邪臨沂人，宋時在任。[113]
- 何尚之，字彥德，廬江灊人，宋孝武帝大明四年（460年）卒官。[119]
- 劉子尚，字孝師，豫章王，彭城人，宋孝武帝大明五年（461年）到八年（464年）領。[120]
- 劉子房，字孝良，尋陽王，彭城人，宋前廢帝景和元年（465年）到宋明帝泰始元年（465年）在任。[120]
- 劉休若，巴陵王，彭城人，宋明帝泰始元年（465年）到二年（466年）在任。[115]
- 張永，字景雲，吳郡吳人，宋明帝泰始三年（467年）出任，四年（468年）五月離任。[110][121]
- 王僧虔，琅邪臨沂人，宋明帝時在任。[122]
- 蔡興宗，濟陽考城人，宋明帝泰始六年（470年）到泰豫元年（472年）在任。[123]
- 王琨，琅邪臨沂人，宋明帝泰豫元年（472年）出任。[124]
- 王延之，字希季，琅邪臨沂人，宋後廢帝時在任。[124]
- 劉躋，字仲升，江夏王，彭城人，宋末在任。[125]
- 蕭子良，字雲英，竟陵王，蘭陵人，宋順帝昇明三年（479年）到齊高帝建元二年（480年）在任。[126]
- 蕭曅，字宣照，武陵王，蘭陵人，齊高帝建元二年（480年）到四年（482年）在任。[127]
- 王敬則，晉陵南沙人，齊武帝永明三年（485年）免官，以尋陽公的身份領郡，四年（486年）離任。[128]
- 沈文季，字仲達，吳興武康人，齊武帝永明四年（486年）在任。[129]
- 孫泓，齊武帝永明四年（486年）由唐寓之任命。[129]
- 蕭子隆，字雲興，隋郡王，蘭陵人，齊武帝永明四年（486年）出任。[126]
- 蕭緬，字景業，蘭陵人，齊武帝永明六年（488年）到八年（490年）七月在任。[130][131]
- 蕭昭冑，字景胤，竟陵王世子，蘭陵人，齊武帝永明八年（490年）到十年（492年）在任。[126]
- 蕭子明，字雲光，西陽王，蘭陵人，齊武帝永明十年（492年）到齊鬱林王隆昌元年（494年）在任。[126]
- 王敬則，晉陵南沙人，齊鬱林王隆昌元年（494年）到齊海陵王延兴元年（494年）在任。[128]
- 王敬則，晉陵南沙人，齊明帝永泰元年（498年）四月舉兵反。[132]
- 蕭寶源，字智淵，廬陵王，蘭陵人，齊明帝永泰元年（498年）到齊和帝中興二年（502年）在任。[133]
- 蕭伯游，字士仁，永陽嗣王，蘭陵人，梁武帝天监元年（502年）四月出任，五年（506年）卒官。[134]
- 蕭機，字智通，安成國世子，蘭陵人，梁武帝天监六年（507年）出任。[135]
- 蕭元簡，字熙遠，衡陽嗣王，蘭陵人，梁武帝天监十三年（514年）離任。[134]
- 蕭續，字世訢，廬陵王，蘭陵人，梁武帝天监十三年（514年）到十六年（517年）在任。[136]
- 蕭綸，字世調，邵陵王，蘭陵人，梁武帝天监十六年（517年）到十八年（519年）在任。[136]
- 蕭繹，字世誠，湘東王，蘭陵人，梁武帝天监十八年（519年）出任。[137]
- 蕭紀，字世詢，武陵王，蘭陵人，梁武帝普通五年（524年）六月離任。[138]
- 蕭詧，字理孫，岳陽王，蘭陵人，梁武帝中大同元年（546年）解領。[139]
- 陳霸先，字興國，吳興長城人，梁元帝太清五年（551年）十一月到六年（552年）七月領。[140]
- 張彪，梁敬帝紹泰元年（555年）被陳霸先誅殺。[141]
- 陳蒨，字子華，吳興長城人，梁敬帝紹泰二年（556年）到陳武帝永定元年（557年）在任。[142]
- 陳寶應，晉安候官人，陳武帝永定元年（557年）到三年（559年）領。[143]
- 沈恪，字子恭，吳興武康人，陳武帝永定三年（559年）到陳文帝天嘉二年（561年）在任。[144]
- 徐度，字孝節，安陸人，陳文帝天嘉二年（561年）除，未行。[144]
- 沈欽，吳興武康人，陳文帝天嘉二年（561年）出任。[145]
- 蔡景歷，字茂世，濟陽考城人，陳宣帝太建元年（569年）出任。[146]
- 陳伯山，字靜之，鄱陽王，吳興長城人，陳朝時在任。[147]

### 會稽內史（586年—589年）
- 陳伯智，字策之，永陽王，吳興長城人，陳後主時領。[148]

### 會稽郡太守（742年—758年）
- 秦昌舜（742年—747年）
- 杜庭诫（747年—748年）
- 张守信（748年）
- 李处祐（750年）
- 于幼卿（754年）
- 王师虔（天宝年间）
- 崔寓（757年）
- 李希言（758年）[149]

## 國主

### 孫吳會稽國（258年—260年）
| 會稽國（258年—260年） |        |    |      |             |      |
| 代數                  | 封爵   | 謚 | 姓名 | 在位時間    | 備註 |
| 1                     | 會稽王 |    | 孫亮 | 258年—260年 |      |
| 降封侯官侯            |        |    |      |             |      |

### 西晉會稽國（270年—310年代）
| 會稽國（270年—310年代） |        |    |      |                    |      |
| 以歸降封                |        |    |      |                    |      |
| 代數                    | 封爵   | 謚 | 姓名 | 在位時間           | 備註 |
| 1                       | 會稽公 |    | 孫秀 | 270年—301年或302年 |      |
| 2                       | 會稽公 |    | ？   | ？—310年代         |      |
| 沒于劉聰，國絕          |        |    |      |                    |      |

### 東晉會稽國（317年—402年，405年—417年）
| 會稽國（317年—402年，405年—417年） |                  |        |          |             |          |
| 代數                               | 封爵             | 謚     | 姓名     | 在位時間    | 備註     |
|                                    | 琅邪王（食会稽） | 孝王   | 司馬裒   | 317年       | 司馬睿子 |
|                                    | 琅邪王（食会稽） | 哀王   | 司馬安國 | 318年       | 司馬裒子 |
|                                    | 琅邪王（食会稽） | 悼王   | 司馬煥   | 318年       | 司馬睿子 |
|                                    | 琅邪王（食会稽） |        | 司馬昱   | 322年—327年 | 司馬睿子 |
| 1                                  | 會稽王           |        | 司馬昱   | 327年—365年 |          |
| 2                                  | 會稽王           |        | 司馬曜   | 365年—372年 | 司馬昱子 |
|                                    | 琅邪王（食会稽） |        | 司馬道子 | 372年—392年 | 司馬昱子 |
| 3                                  | 會稽王           | 文孝王 | 司馬道子 | 392年—402年 |          |
| 國除，後復                         |                  |        |          |             |          |
| 4                                  | 會稽王           | 悼王   | 司馬脩之 | 405年—417年 | 司马宝子 |
| 無子，國除                         |                  |        |          |             |          |

### 南朝陳會稽國（586年—589年）
| 會稽國（586年—589年） |          |    |      |             |              |
| 代數                  | 封爵     | 謚 | 姓名 | 在位時間    | 備註         |
| 1                     | 會稽郡王 |    | 陳莊 | 586年—589年 | 陳後主第八子 |
| 陳亡，國除            |          |    |      |             |              |

## 徵引文獻
1. ↑  周振鶴，《西漢政區地理》，40頁
2. ↑  今本《後漢書》郡國志載十四縣，楊守敬補侯官一縣。李曉傑謂侯官當作候官。
3. ↑  《史記》夏本紀
4. ↑  《史記》越王句踐世家
5. ↑  荊江南地，史記正義云：“楚及江南地。”
6. ↑  《史記》秦始皇本紀
7. ↑  史記集解作鄣郡。辛德勇《秦始皇三十六郡新考》第五節考證其應作故鄣郡。
8. ↑  辛德勇謂其當作四川郡。
9. ↑  即辛德勇所謂之故鄣郡，見上。
10. ↑  《漢書》地理志會稽郡下注云：“景帝四年屬江都”，誤。廣陵國廣陵縣下注：“江都易王非、广陵厲王胥皆都此，併得鄣郡，而不得吳。”
11. 1 2 3  漢書嚴朱吾丘主父徐嚴終王賈傳
12. ↑  宋書州郡志建安太守
13. ↑  太平御覽引張勃《吳地記》、陸廣微吳地記
14. ↑  周振鶴《西漢政區地理》第二章第四節
15. ↑  宋書州郡志建安郡下云：“（郡）去州水（路）二千三百八十（里），去京都水三千四十，並無陸。”可知遲至劉宋時，閩中之地尚無陸路與其它郡縣相通，故漢時會稽郡不得領有閩北一帶。
16. ↑  除註明出處者，均依《中國歷史地圖集》所示
17. ↑  .   [2009-08-28]. （原始内容存档于2019-05-19）.
18. ↑  顏師古注
19. ↑  .   [2009-08-28]. （原始内容存档于2011-08-30）.
20. ↑  光緒《嘉興府志》
21. ↑  漢書地理志下注誤為南部都尉。虞預《會稽典錄》引吳孫權時人朱育語作東部都尉。
22. ↑  越絕書：“朱餘者，越鹽官也。越人謂鹽曰餘。”
23. ↑  楊守敬《三國郡縣表補正》以為當作侯官。三國志吳志賀齊傳作候官。李曉傑云：“然其中侯官，實應作候官，其性質與西北張掖屬國及上郡中之候官相同。”
24. ↑  楊守敬《三國郡縣表補正》
25. ↑  續漢書郡國志章安縣下劉昭注引《晉太康記》
26. ↑  元和郡縣圖志臺州
27. ↑  水經注卷40：永建中，陽羨周嘉上書，以縣遠，赴會至難，求得分置，遂以浙江西爲吳，以東爲會稽。
28. ↑  續漢書郡國志
29. ↑  續漢書郡國志劉昭注、宋書州郡志
30. ↑  續漢書郡國志劉昭注引《英雄交爭記》
31. ↑  續漢書郡國志劉昭注引越絕書、宋書州郡志
32. ↑  太平寰宇記卷九九處州白龍縣
33. ↑  三國志吳志賀齊傳
34. ↑  太平寰宇記卷百一建安縣下云：“地本孫策于建安初分東侯官之地立此邑，即以年號為名，屬會稽南部都尉。”
35. 1 2  續漢書郡國志劉昭注
36. ↑  太平寰宇記卷百一建陽縣
37. ↑  宋書州郡志東陽太守
38. ↑  三國志孫亮傳
39. ↑  三國志孫休傳
40. 1 2  三國志孫皓傳
41. ↑  宋書州郡志永興令下
42. 1 2  《晉書 卷三 帝紀第三》
43. 1 2  《晋诸公赞》
44. ↑  晉書地理志
45. ↑  《晉書 卷六十四 列傳第三十四》
46. ↑  宋書州郡志、南齊書州郡志
47. 1 2  漢書荊燕吳傳
48. ↑  漢書景帝紀
49. ↑  葛劍雄，《西漢人口地理》，98頁
50. ↑  宋書孔季恭傳作孔靈符。諸書又引作孔曄。疑曄是其名，字靈符。
51. ↑  劉緯毅《漢唐方志輯佚》
52. ↑  漢書陳勝項籍傳
53. ↑  漢書儒林傳
54. ↑  漢書百官公卿表
55. ↑  後漢書儒林傳，太平御覽卷二五三引鍾離意別傳
56. ↑  御覽卷二五三引鍾離意別傳
57. ↑  後漢書第五倫傳、鄭弘傳
58. 1 2 3  後漢書獨行傳
59. ↑  新唐書宰相世系表
60. 1 2  後漢書循吏傳
61. ↑  後漢書郭杜孔張廉王蘇羊賈陸傳
62. ↑  後漢書張霸傳
63. ↑  後漢書馬援傳
64. ↑  後漢書孝明八王傳注引三輔決錄注
65. ↑  漢豫州從事尹宙碑
66. ↑  水經注清水引《太公廟碑》
67. ↑  御覽卷六六引《會稽記》，王十朋《會稽風俗賦》。嚴耕望太守表失載。
68. ↑  見通志氏族略，雍正浙江通志繫之于順帝時。
69. ↑  後漢書循吏傳、獨行傳
70. ↑  隸釋魯相韓勅造孔廟禮器碑
71. ↑  後漢書劉祐傳
72. ↑  後漢書朱雋傳劉昭注引《會稽典錄》
73. 1 2 3  後漢書朱雋傳
74. ↑  後漢書皇后紀，隸續成陽令唐扶頌，新唐書宰相世系表
75. ↑  隸續劉寬門生題名碑
76. ↑  三國志魏志華歆王朗傳，吳志虞翻傳注引《會稽典錄》
77. ↑  三國志吳志孫策傳
78. ↑  三國志吳志孫權傳
79. ↑  三國志吳志陸遜傳
80. ↑  氏族典四三五引《萬姓統譜》
81. ↑  《晉書 卷八十三 列傳第五十三》
82. ↑  《晉書 卷六十九 列傳第三十九》
83. ↑  《北堂書鈔》卷六十三引《晉彔》
84. 1 2 3 4 5  《晉書 卷六十八 列傳第三十八》
85. 1 2  《晉書 卷九十三 列傳第六十三》
86. 1 2 3 4  《晉書 卷七十七 列傳第四十七》
87. ↑  《晉書 卷七十一 列傳第四十一》
88. ↑  《晉書 卷五十八 列傳第二十八》
89. ↑  《晉書 卷九十 列傳第六十》
90. 1 2  《晉書 卷七十六 列傳第四十六》
91. 1 2  《晉書 卷八 帝紀第八》
92. 1 2  《晉書 卷七十八 列傳第四十八》
93. 1 2  《晉書 卷六十五 列傳第三十五》
94. 1 2 3  《晉書 卷八 帝紀第八》
95. ↑  《晉書 卷八十 列傳第五十》
96. ↑  《晉書 卷五十六 列傳第二十六》
97. ↑  《晉書 卷六十七 列傳第三十七》
98. 1 2  《晉書 卷八十四 列傳第五十四》
99. ↑  《晉書 卷九 帝紀第九》
100. 1 2  《晉書 卷七十九 列傳第四十九》
101. ↑  《晉書 卷一百 列傳第七十》
102. 1 2  《晉書 卷十 帝紀第十》
103. ↑  《宋書 卷九十二 列傳第五十二》
104. 1 2 3 4 5 6  《宋書 卷五十四 列傳第十四》
105. 1 2  《宋書 卷四十七 列傳第七》
106. ↑  《晉書 卷八十五 列傳第五十五》
107. ↑  《宋書 卷二 本紀第二》
108. ↑  《宋書 卷五十八 列傳第十八》
109. ↑  《宋書 卷五十二 列傳第十二》
110. 1 2 3  《宋書 卷五十三 列傳第十三》
111. ↑  《宋書 卷一百 列傳第六十》
112. ↑  《宋書 卷五十一 列傳第十一》
113. 1 2 3 4  《宋書 卷七十九 列傳第三十九》
114. ↑  《宋書 卷八十一 列傳第四十一》
115. 1 2  《宋書 卷七十二 列傳第三十二》
116. ↑  《宋書 卷六 本紀第六》
117. ↑  《宋書 卷五十九 列傳第十九》
118. ↑  《宋書 卷六十三 列傳第二十三》
119. ↑  《宋書 卷六十六 列傳第二十六》
120. 1 2  《宋書 卷八十 列傳第四十》
121. ↑  《宋書 卷八 本紀第八》
122. ↑  《南齊書 卷三十三 列傳第十四》
123. ↑  《宋書 卷五十七 列傳第十七》
124. 1 2  《南齊書 卷三十二 列傳第十三》
125. ↑  《宋書 卷六十一 列傳第二十一》
126. 1 2 3 4  《南齊書 卷四十 列傳第二十一》
127. ↑  《南齊書 卷三十五 列傳第十六》
128. 1 2  《南齊書 卷六 本紀第六》
129. 1 2  《南齊書 卷四十四 列傳第二十五》
130. ↑  《南齊書 卷四十五 列傳第二十六》
131. ↑  《南齊書 卷三 本紀第三》
132. ↑  《南齊書 卷六 本紀第六》
133. ↑  《南齊書 卷五十 列傳第三十一》
134. 1 2  《梁書 卷二十三 列傳第十七》
135. ↑  《梁書 卷二十二 列傳第十六》
136. 1 2  《梁書 卷二十九 列傳第二十三》
137. ↑  《梁書 卷五 本紀第五》
138. ↑  《梁書 卷三 本紀第三》
139. ↑  《北史 卷九十三 列傳第八十一》
140. ↑  《陳書 卷一 本紀第一》
141. ↑  《陳書 卷八 列傳第二》
142. ↑  《陳書 卷三 本紀第三》
143. ↑  《陳書 卷三十五 列傳第二十九》
144. 1 2  《陳書 卷十二 列傳第六》
145. ↑  《陳書 卷七 列傳第一》
146. ↑  《陳書 卷十六 列傳第十》
147. ↑  《舊唐書 卷一百九十上 列傳第一百四十上》
148. ↑  《陳書 卷二十八 列傳第二十二》
149. ↑  《唐刺史考全编》